# الدوري العراقي لكرة القدم للسيدات
الدوري العراقي لكرة القدم للسيدات (بالإنجليزية: Iraqi Women's Premier League)‏ هو دوري كرة القدم النسائية في العراق ينظمة الإتحاد العراقي لكرة القدم شهد انطلاقة أول بطولة موسم 2015-2016 حيث كان بطل النسخة الأولى من الدوري من نصيب نادي غاز الشمال على حساب نادي الزيرفاني بنتيجة 1-0 في المبارة التي جمعت بينهما في مدينة دهوك في إقليم كردستان.

## الفائزون
- نادي غاز الشمال 2015-2016
- نادي نفط الشمال 2020-2021